# Tyndaricopsis
Tyndaricopsis is een geslacht van vliesvleugeligen uit de familie Encyrtidae. De wetenschappelijke naam van dit geslacht is voor het eerst geldig gepubliceerd in 1981 door Gordh & Trjapitzin.

## Soorten
Het geslacht Tyndaricopsis is monotypisch en omvat slechts de volgende soort:
- Tyndaricopsis clavata (Eady, 1960)